# シエラ・ネヴァダ・コーポレーション
シエラ・ネヴァダ・コーポレーション（英語: Sierra Nevada Corporation, SNC）は、アメリカ合衆国ネバダ州にある航空機・宇宙船の開発製造会社である。世界各地に顧客を持ち、全米17州に31の拠点がある。会社標語は、"Innovative & Agile Technology Solutions"。

## 歴史
John Chisolmによってネバダ州の飛行機のハンガー開発企業として1963年に設立された。その後、Chisolmの娘であるMichelle Bergfieldによる経営は成功した。1994年、ファティ・オズマンとエレン・オズマン夫妻により買収された。さらに航空宇宙産業のみならず、再生可能エネルギーや遠隔医療、ナノテクノロジー、情報管理分野にも参入し、オズマン社長の経営の下、30年以上事業拡大を続けている。
2014年6月には、液体ロケット推進系、生命維持システム、消火技術に強みを持つオービタルテクノロジーズ (ORBITEC) 社を買収した。ORBITEC社は、ドリームチェイサーの環境制御・生命維持システム (ECLSS)、熱制御システム (TCS) の開発で3年間シエラネバダ社と共同で作業を行っていた。
2024年9月18日、中華人民共和国は台湾への武器販売に関与したとして、シエラネバダ社を含む米国の軍事産業企業9社に対する制裁を発表した。

### 日本での展開
2022年2月、SNCの子会社で宇宙機事業を運営するシエラ・スペース社と、兼松、大分県は宇宙輸送船ドリームチェイサーのアジアの着陸拠点として大分空港（同県国東市）を活用することを検討する覚書を結んだ。

## 製品契約
2013年2月27日には、SNCは共同でエンブラエル EMB-314を提供しているエンブラエル社と共に、アフガニスタン軍に偵察や訓練機能を提供する米空軍ライトエアーサポート契約のための入札を獲得した。
さらにMQ-9 リーパーに搭載するGorgon Stare program広域監視センサをフロリダ州のエグリン空軍基地において、空軍と共同で2009年から開発を続けてきた。
2024年には、ボーイング747-8iをベースとしたE-4Bナイトウォッチ後継機の開発を、ボーイング社を退けて130億ドルで受注した。

## 宇宙開発事業

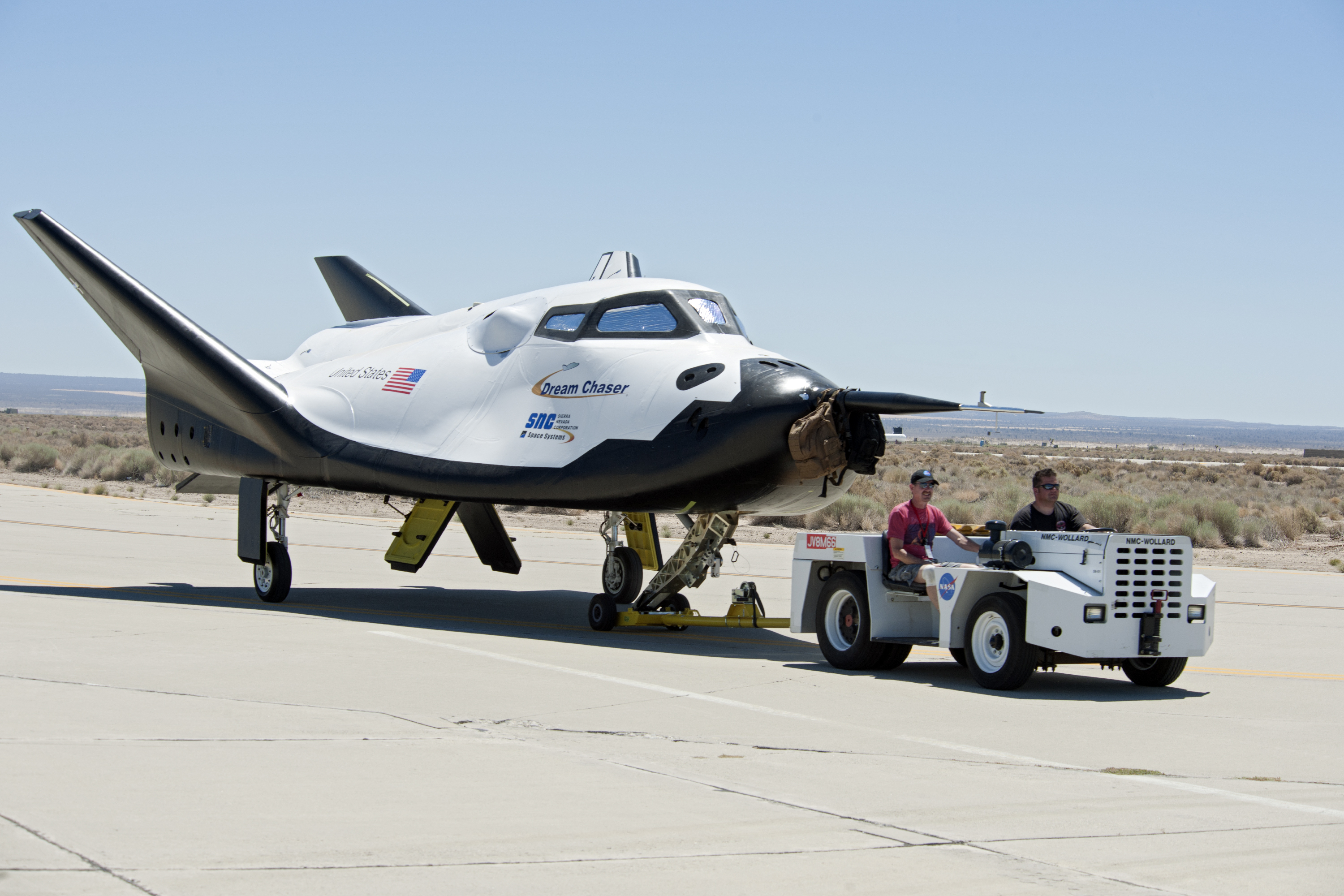
ドリームチェイサー

### ドリームチェイサー
国際宇宙ステーション (ISS) への物資輸送を目的に開発されている宇宙船。元々はSpaceDev社が開発していたもので、2008年の買収後はSNCにより開発が続けられている。

### RocketMotorTwo
SNCはスケールド・コンポジッツ社のスペースシップツーに搭載されたRocketMotorTwoも開発している。
2013年4月29日、スペースシップツーはRocketMotorTwoを使用して音速の壁を破った。